# Bunker (film)
Bunker è un film per la televisione del 1981, diretto dal regista George Schaefer e basato sul saggio The Bunker del giornalista James O'Donnell, pubblicato nel 1975.

## Trama
Narra degli ultimi momenti di vita di Adolf Hitler e della sua amante Eva Braun, quando nella Berlino del 20 aprile 1945 si rifugiarono con alcuni esponenti nazisti importanti nel bunker, sfuggendo all'attacco dell'Armata Rossa. 
Dopo 10 giorni i due si suicideranno.